# Номтоев, Ринчен
Ринчен Номтоев (1821—1907) — бурятский просветитель, филолог-монголист, писатель, переводчик, буддийский духовный деятель.

## Биография
Ринчен Номтоев родился в 1821 году в селе Эрхирик (ныне территория Заиграевского района Бурятии). 16 января 1857 году губернатором Восточной Сибири Номтоев назначен ширетуем (настоятелем) Тугну-Галтайского дацана. Именно здесь он проявил себя как педагог и просветитель.
В 1859 году по инициативе Номтоева было создано Цолгинское бурятское приходское училище. В 1860 году выдержал экзамен и был допущен к исполнению обязанностей учителя в этом училище. В 1865 году Номтоев вернулся на родину в село Эрхирик, в собственном доме на свои средства открыв частную школу для обучения детей грамоте. В 1889 году был избран действительным членом Восточно-Сибирского отдела Русского географического общества.
Помимо деятельности буддийского священника Номтоев занимался научно-просветительской работой. Он написал работы по монгольскому, тибетскому и русскому языкам. Его работы по монгольскому языку имеют теоретическую и практическую направленность, а работы в области тибетского и русского языков в основном преследуют практическую цель. Они были обращены к бурятам, знающим монгольскую письменность и которые хотят овладеть еще тибетским и русским языками. Ринчен Номтоев написал «Самоучитель для детей» тиражом 400 экземпляров и русско-монгольский словарь. Данный словарь содержит около 7000 слов и выражений, расположенных по алфавиту.
Номтоеву принадлежат крупные переводы сочинений тибетских авторов и обширные комментарии к ним. Благодаря переводам Ринчен Номтоева, буряты познакомились с произведениями Нагарджуны, Гунга-Чжалсана, Потобы, с индийскими и тибетскими сказками, легендами и баснями.

## Память
Имя Ринчена Номтоева присвоено средней школе в улусе Цолга Мухоршибирского района Бурятии.